# 観音崎自然博物館
観音崎自然博物館（かんのんざきしぜんはくぶつかん、英: Kannonzaki Nature Museum）は、神奈川県横須賀市鴨居にある東京湾集水域と三浦半島の自然をテーマにした博物館。

## 概要
観音崎に位置する神奈川県立の都市公園（風致公園）・観音崎公園内にある。神奈川県から土地と建物の無償貸与を受けて公益社団法人観音崎自然博物館が運営している。
1953年（昭和28年）6月24日、観音崎観光開発が陸軍研究所の払い下げを受けて開設した。採算面から観音崎観光開発は1978年（昭和53年）に閉館を検討したが、地元住民など5万人の署名活動もあり、1979年（昭和54年）に設立された社団法人観音崎自然博物館保存会によって施設は存続することになった。1989年（平成元年）4月に海の近くに移転した。
1953年6月の創立以降、東京湾唯一の岩礁海岸に囲まれ、多様性に富んだ森と海の自然を有した立地を生かし、人と自然に焦点を当てた展示を行っている。体験型の展示を多く取り入れている点が特徴で、タッチプールではウニやヒトデなど、海の生物に実際に触れることができる。機関誌「観音崎自然博物館研究報告 たたらはま」も発行している。
また、教育普及活動も積極的に実施しており、イベントを多数実施しているほか、博物館会員、博物館ボランティア、ジュニア生物調査隊、キッズ海チーム、博物館実習生などの募集も行っている。博物館実習生は実習期間中、館内に泊まることも可能で、実習生が簡易ベッドを作る様子はYouTubeで紹介された。実習生がその後、同館のボランティアとして活動する事例もある。
YouTube、X（旧Twitter）、Facebook、Instagram、TikTokなど、SNSによる情報発信も積極的に行っている。

## 施設
- エントランスホール
- 「里山と干潟」
- 「海の生物」
- 「海の博物学」
- 「海の資源と環境」
- 「観音崎の自然史」
- 特別展示室
- タッチプール
- 芝生広場

## 利用情報
- 観覧料 :大人　500円（団体450円、障がい者100円）、小・中学生300円（団体250円、障がい者50円）、幼児100円（団体100円、障がい者50円）、3歳以下の個人は無料
- 開館時間 - 9:00 - 17:00
- 休館日 - 月曜日（祝日の場合は翌日）、年末～1月1日、7月・8月は無休

## アクセス
- 京急本線「浦賀駅」から約3.5km。
- 京急バス「腰越」停留所下車徒歩7分、「鴨居」停留所下車徒歩12分、「観音崎」停留所下車徒歩13分。